# برج روچ
برج روچ (به لاتین: Roche Tower) یک ساختمان بلندمرتبه در سوئیس است که در بازل واقع شده‌است.